# Arsenalen (Venedig)

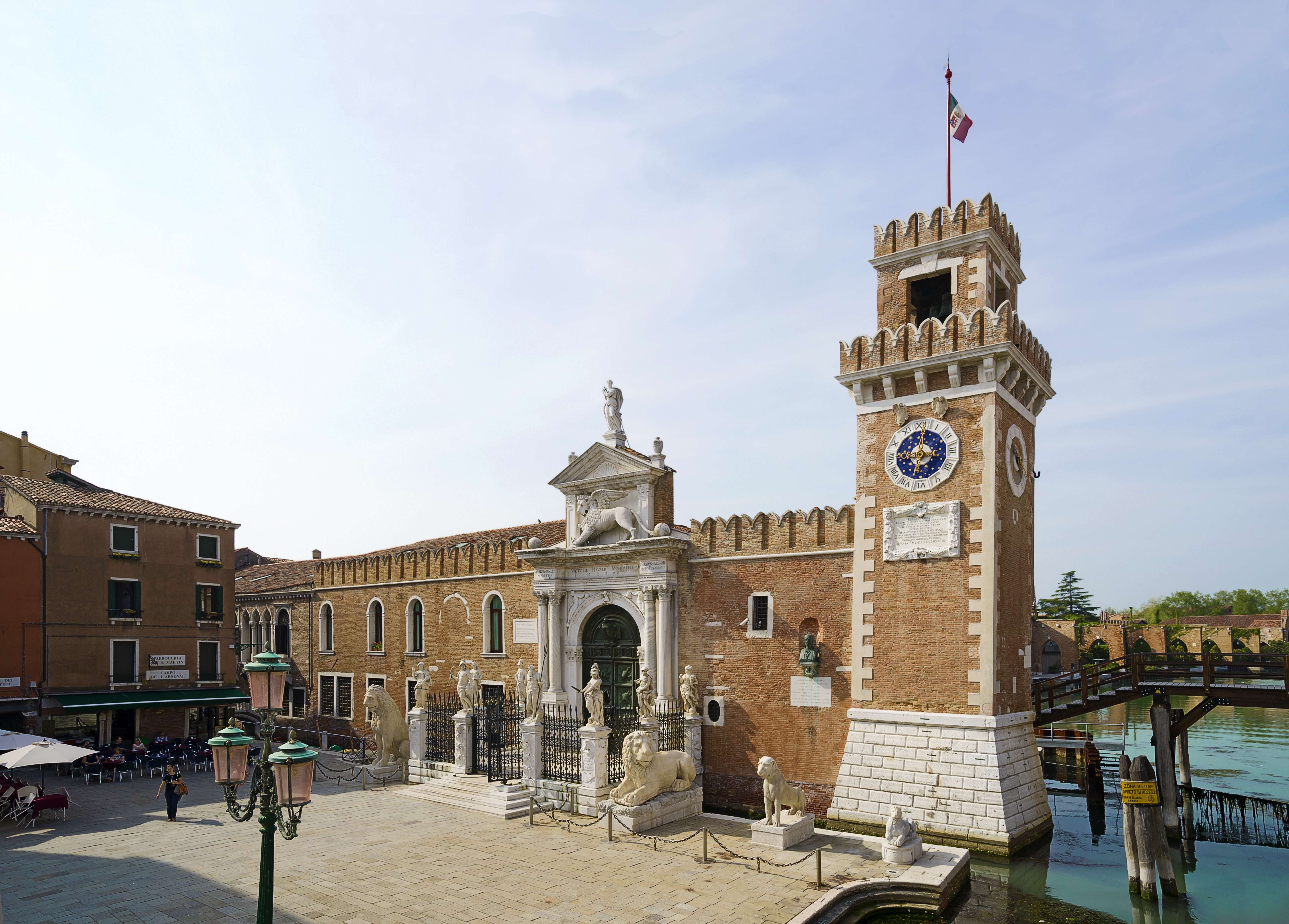
Infarten till arsenalen

Arsenalen (Arsenale di Venezia) är ett område i norra Venedig i Italien. Platsen var ursprungligen ett varv och hamn för Venedigs flotta under stadens storhetstid. Arsenalen består av en stor hamnbassäng och de angränsande områdena.
Idag används hamnen inte av båtar i någon större utsträckning. Istället har delar av området gjorts om till utställningslokaler som en del av Venedigbiennalen.
Vid ingången till Arsenalen finns Pireuslejonet.